# 1989 (Taylor-Swift-Album)
1989 ist das nach ihrem Geburtsjahr benannte, fünfte Studioalbum der US-amerikanischen Sängerin Taylor Swift. Es erschien am 27. Oktober 2014 über das Label Big Machine Records als Standard- sowie als Deluxe-Edition.

## Produktion
An der Produktion des Albums waren neben Taylor Swift verschiedene weitere Musikproduzenten beteiligt, darunter vor allem Max Martin und Shellback sowie Jack Antonoff, Nathan Chapman, Imogen Heap, Greg Kurstin, Mattman & Robin, Ali Payami, Ryan Tedder und Noel Zancanella.

## Covergestaltung
Das Albumcover zeigt ein Polaroidfoto von Taylor Swift, auf welchem ihr Gesicht von der Nase abwärts und ihr Oberkörper zu sehen ist. Sie trägt einen hellblau-weißen Pullover mit Möwen darauf, der auch Teil der offiziellen Merchandise-Kollektion zu 1989 ist. Am unteren Bildrand stehen die mit schwarzem Filzstift geschriebenen Schriftzüge Taylor Swift und 1989. Die Deluxe-Edition ziert das gleiche Motiv, allerdings steht hier der Titel 1989 quer über dem Bild und am unteren Bildrand befinden sich die Schriftzüge Taylor Swift und D.L.X., ebenfalls mit schwarzem Filzstift geschrieben.

## Titelliste
| #  | Titel                      | Produzent                                             | Länge |
| -- | -------------------------- | ----------------------------------------------------- | ----- |
| 1  | Welcome to New York        | Ryan Tedder, Noel Zancanella, Taylor Swift            | 3:31  |
| 2  | Blank Space                | Max Martin, Shellback                                 | 3:50  |
| 3  | Style                      | Max Martin, Shellback, Ali Payami                     | 3:49  |
| 4  | Out of the Woods           | Jack Antonoff, Taylor Swift, Max Martin               | 3:54  |
| 5  | All You Had to Do Was Stay | Max Martin, Shellback, Mattman & Robin                | 3:11  |
| 6  | Shake It Off               | Max Martin, Shellback                                 | 3:39  |
| 7  | I Wish You Would           | Jack Antonoff, Taylor Swift, Greg Kurstin, Max Martin | 3:26  |
| 8  | Bad Blood                  | Max Martin, Shellback                                 | 3:31  |
| 9  | Wildest Dreams             | Max Martin, Shellback                                 | 3:38  |
| 10 | How You Get the Girl       | Max Martin, Shellback                                 | 4:07  |
| 11 | This Love                  | Nathan Chapman, Taylor Swift                          | 4:09  |
| 12 | I Know Places              | Ryan Tedder, Noel Zancanella, Taylor Swift            | 3:15  |
| 13 | Clean                      | Imogen Heap, Taylor Swift                             | 4:29  |

Bonus-Titel der Deluxe-Edition:
| #  | Titel                         | Produzent                               | Länge |
| -- | ----------------------------- | --------------------------------------- | ----- |
| 14 | Wonderland                    | Max Martin, Shellback                   | 4:05  |
| 15 | You Are in Love               | Jack Antonoff, Taylor Swift, Max Martin | 4:26  |
| 16 | New Romantics                 | Max Martin, Shellback                   | 3:49  |
| 17 | I Know Places (Voice-Memo)    |                                         | 3:35  |
| 18 | I Wish You Would (Voice-Memo) |                                         | 1:46  |
| 19 | Blank Space (Voice-Memo)      |                                         | 2:10  |

## Singleauskopplungen
Als erste Single wurde das Lied Shake It Off veröffentlicht, das in Deutschland Platz 5 und in den USA die Chartspitze erreichte. Die zweite Auskopplung Blank Space belegte in Deutschland Rang 9 und ebenfalls Position 1 in den Vereinigten Staaten. Nach der weniger erfolgreichen Single Style (DE #76) folgte mit Bad Blood (DE #29) der nächste Nummer-eins-Hit in den USA. Auf der Single-Version des Liedes ist auch der Rapper Kendrick Lamar vertreten. Als fünfte, sechste und siebte Singles wurden Wildest Dreams, Out of the Woods und New Romantics veröffentlicht. Außerdem platzierten sich einige Songs des Albums aufgrund hoher Einzeldownloads in den Charts diverser Länder.
Singles in den Charts

| Jahr          | Titel               | Höchstplatzierung, Gesamtwochen, AuszeichnungChartplatzierungen (Jahr, Titel, , Platzierungen, Wochen, Auszeichnungen, Anmerkungen) | Höchstplatzierung, Gesamtwochen, AuszeichnungChartplatzierungen (Jahr, Titel, , Platzierungen, Wochen, Auszeichnungen, Anmerkungen) | Höchstplatzierung, Gesamtwochen, AuszeichnungChartplatzierungen (Jahr, Titel, , Platzierungen, Wochen, Auszeichnungen, Anmerkungen) | Höchstplatzierung, Gesamtwochen, AuszeichnungChartplatzierungen (Jahr, Titel, , Platzierungen, Wochen, Auszeichnungen, Anmerkungen) | Höchstplatzierung, Gesamtwochen, AuszeichnungChartplatzierungen (Jahr, Titel, , Platzierungen, Wochen, Auszeichnungen, Anmerkungen) | Anmerkungen                                             |
| Jahr          | Titel               | DE | AT | CH | UK | US | Anmerkungen                                             |
| ------------- | ------------------- | --- | --- | --- | --- | --- | ------------------------------------------------------- |
| 2014          | Shake It Off        | DE5 Gold · (38 Wo.)DE | AT6 Gold · (31 Wo.)AT | CH7 Platin · (35 Wo.)CH | UK2 ×4Vierfachplatin · (55 Wo.)UK                                                                                                   | US1 Diamant · (50 Wo.)US | Erstveröffentlichung: 18. August 2014                   |
| 2014          | Blank Space         | DE9 Gold · (25 Wo.)DE | AT6 (26 Wo.)AT | CH12 Gold · (24 Wo.)CH | UK4 ×3Dreifachplatin · (29 Wo.)UK                                                                                                   | US1 ×8Achtfachplatin · (36 Wo.)US                                                                                                   | Erstveröffentlichung: 10. November 2014                 |
| 2015          | Style               | DE76 (7 Wo.)DE | AT28 (16 Wo.)AT | — | UK21 ×2Doppelplatin · (19 Wo.)UK | US6 ×3Dreifachplatin · (32 Wo.)US                                                                                                   | Erstveröffentlichung: 9. Februar 2015                   |
| 2015          | Bad Blood           | DE29 Gold · (16 Wo.)DE | AT22 (16 Wo.)AT | CH28 (12 Wo.)CH | UK4 Platin · (16 Wo.)UK | US1 ×6Sechsfachplatin · (25 Wo.)US                                                                                                  | Erstveröffentlichung: 17. Mai 2015 feat. Kendrick Lamar |
| 2015          | Wildest Dreams      | DE51 Gold · (4 Wo.)DE | AT21 (19 Wo.)AT | CH53 (3 Wo.)CH | UK40 ×2Doppelplatin · (12 Wo.)UK | US5 ×4Vierfachplatin · (27 Wo.)US                                                                                                   | Erstveröffentlichung: 25. August 2015                   |
| 2016          | Out of the Woods    | — | AT64 (1 Wo.)AT | — | UK— GoldUK | US18 Platin · (10 Wo.)US | Erstveröffentlichung: 12. Januar 2016                   |
| 2016          | New Romantics       | — | — | — | UK— SilberUK | US46 Gold · (8 Wo.)US | Erstveröffentlichung: 23. Februar 2016                  |
| Promo-Singles |                     | | | | | |                                                         |
|               |                     | | | | | |                                                         |
| 2014          | Welcome to New York | — | — | — | UK39 Silber · (2 Wo.)UK | US48 Platin · (2 Wo.)US | Erstveröffentlichung: 20. Oktober 2014                  |
| 2015          | Wonderland          | — | — | — | — | US51 (1 Wo.)US | Erstveröffentlichung: 17. Februar 2015                  |
| 2015          | You Are in Love     | — | — | — | — | US83 (1 Wo.)US | Erstveröffentlichung: 24. Februar 2015                  |

## Rezeption

### Rezensionen
Das Album erhielt überwiegend positive Kritiken:
- laut.de gab 1989 drei von möglichen fünf Punkten und bescheinigte der Sängerin einen gelungenen Wechsel vom Country zur Popmusik:

„Mit viel Hall, erdigen Rhythmen, der einen oder anderen langlebigen Melodie und akzentuierten Synthie-Einwürfen lässt die Amerikanerin die größtenteils leblose Kunst ihrer neuen Pop-Kolleginnen ziemlich alt aussehen. Wir reden hier zwar nicht von Meilensteinen des Genres, doch zumindest gibt die Quereinsteigerin der Branche einen Bruchteil dessen zurück, das andere in der Vergangenheit auf Nimmerwiedersehen ins Jenseits befördert haben, nämlich: Leben. Taylor Swifts Variante des Pop ist einfach gestrickt, aber effizient. Keine bis zum Erbrechen gedoppelten Keyboards, keine hibbeligen Dub-Beats, keine Strobo-Lichter an der Decke. Hier landet einfach nur all das in einem Topf, das es braucht, um auf langen Autofahrten für beschwingte Stimmung zu sorgen.“

Ryan Adams veröffentlichte 2015 ein gleichnamiges Coveralbum.

### Preise
Bei den Grammy Awards 2016 wurde 1989 als Album des Jahres sowie als Bestes Gesangsalbum – Pop ausgezeichnet. Zudem erhielt das Video zu Bad Blood den Preis als Bestes Musikvideo.

## Kommerzieller Erfolg

### Chartplatzierungen
1989 stieg am 9. November 2014 auf Platz eins in die US-amerikanischen Albumcharts ein. In Deutschland erreichte das Album die Höchstposition vier bereits zwei Tage zuvor und konnte sich 144 Wochen in den Top 100 platzieren, womit es zu den am längsten in den deutschen Charts platzierten Alben zählt. Das Album erreichte in zwölf Ländern die Spitze der Albumcharts.
| ChartsChartplatzierungen       | Höchstplatzierung | Wochen |
| ------------------------------ | ----------------- | ------ |
| Deutschland (GfK)              | 4 (… Wo.)         | …      |
| Österreich (Ö3)                | 4 (138 Wo.)       | 138    |
| Schweiz (IFPI)                 | 1 (166 Wo.)       | 166    |
| Vereinigte Staaten (Billboard) | 1 (530 Wo.)       | 530    |
| Vereinigtes Königreich (OCC)   | 1 (373 Wo.)       | 373    |

| ChartsJahrescharts (2014)      | Platzierung |
| ------------------------------ | ----------- |
| Deutschland (GfK)              | 71          |
| Schweiz (IFPI)                 | 87          |
| Vereinigte Staaten (Billboard) | 3           |
| Vereinigtes Königreich (OCC)   | 11          |

| ChartsJahrescharts (2015)      | Platzierung |
| ------------------------------ | ----------- |
| Deutschland (GfK)              | 56          |
| Österreich (Ö3)                | 47          |
| Schweiz (IFPI)                 | 40          |
| Vereinigte Staaten (Billboard) | 1           |
| Vereinigtes Königreich (OCC)   | 6           |

| ChartsJahrescharts (2016)      | Platzierung |
| ------------------------------ | ----------- |
| Vereinigte Staaten (Billboard) | 17          |
| Vereinigtes Königreich (OCC)   | 44          |

| ChartsJahrescharts (2017)      | Platzierung |
| ------------------------------ | ----------- |
| Vereinigte Staaten (Billboard) | 101         |

| ChartsJahrescharts (2018)      | Platzierung |
| ------------------------------ | ----------- |
| Vereinigte Staaten (Billboard) | 82          |

| ChartsJahrescharts (2019)      | Platzierung |
| ------------------------------ | ----------- |
| Vereinigte Staaten (Billboard) | 116         |

| ChartsJahrescharts (2020)      | Platzierung |
| ------------------------------ | ----------- |
| Vereinigte Staaten (Billboard) | 105         |
| Vereinigtes Königreich (OCC)   | 97          |

| ChartsJahrescharts (2021)      | Platzierung |
| ------------------------------ | ----------- |
| Vereinigte Staaten (Billboard) | 88          |
| Vereinigtes Königreich (OCC)   | 59          |

| ChartsJahrescharts (2022)      | Platzierung |
| ------------------------------ | ----------- |
| Vereinigte Staaten (Billboard) | 75          |
| Vereinigtes Königreich (OCC)   | 33          |

| ChartsJahrescharts (2023)      | Platzierung |
| ------------------------------ | ----------- |
| Deutschland (GfK)              | 39          |
| Österreich (Ö3)                | 16          |
| Schweiz (IFPI)                 | 4           |
| Vereinigte Staaten (Billboard) | 16          |
| Vereinigtes Königreich (OCC)   | 12          |

| ChartsJahrescharts (2024)      | Platzierung |
| ------------------------------ | ----------- |
| Schweiz (IFPI)                 | 7           |
| Vereinigte Staaten (Billboard) | 83          |
| Vereinigtes Königreich (OCC)   | 75          |

### Auszeichnungen für Musikverkäufe
Das Album wurde in Deutschland 2018 für über 200.000 verkaufte Exemplare mit einer Platin-Schallplatte ausgezeichnet. In Österreich und im Vereinigten Königreich erhielt es Dreifachplatin. Am erfolgreichsten war 1989 in den Vereinigten Staaten, wo es für mehr als neun Millionen verkaufte Einheiten mit Neunfachplatin ausgezeichnet wurde. Auch die Singles Shake It Off und Blank Space erreichten in Deutschland Gold-Status. Die weltweiten Verkaufszahlen belaufen sich auf über 13,8 Millionen, womit es das erfolgreichste Album der Sängerin ist.
| Land/Region                  | Auszeichnungen für Musikverkäufe (Land/Region, Auszeichnung, Verkäufe) | Verkäufe   |
| ---------------------------- | ---------------------------------------------------------------------- | ---------- |
| Argentinien (CAPIF)          | Gold                                                                   | 15.000     |
| Australien (ARIA)            | 11× Platin                                                             | 770.000    |
| Belgien (BRMA)               | 4× Platin                                                              | 120.000    |
| Brasilien (PMB)              | 2× Diamant                                                             | 320.000    |
| Chile (IFPI)                 | Platin                                                                 | 10.000     |
| Dänemark (IFPI)              | 3× Platin                                                              | 60.000     |
| Deutschland (BVMI)           | Platin                                                                 | 200.000    |
| Frankreich (SNEP)            | Platin                                                                 | 100.000    |
| Indien (IMI)                 | 3× Platin                                                              | 36.000     |
| Irland (IRMA)                | 4× Platin                                                              | 60.000     |
| Italien (FIMI)               | Platin                                                                 | 50.000     |
| Japan (RIAJ)                 | Platin                                                                 | 250.000    |
| Kanada (MC)                  | 6× Platin                                                              | 542.000    |
| Mexiko (AMPROFON)            | 7× Gold                                                                | 210.000    |
| Neuseeland (RMNZ)            | 10× Platin                                                             | 150.000    |
| Niederlande (NVPI)           | Gold                                                                   | 20.000     |
| Norwegen (IFPI)              | 3× Platin                                                              | 60.000     |
| Österreich (IFPI)            | 3× Platin                                                              | 45.000     |
| Polen (ZPAV)                 | 3× Platin                                                              | 60.000     |
| Portugal (AFP)               | Platin                                                                 | 7.000      |
| Schweden (IFPI)              | Gold                                                                   | 20.000     |
| Schweiz (IFPI)               | Platin                                                                 | 20.000     |
| Singapur (RIAS)              | 3× Platin                                                              | 30.000     |
| Spanien (Promusicae)         | Gold                                                                   | 20.000     |
| Thailand (TECA)              | Platin                                                                 | 10.000     |
| Vereinigte Staaten (RIAA)    | 9× Platin                                                              | 9.000.000  |
| Vereinigtes Königreich (BPI) | 6× Platin                                                              | 1.800.000  |
| Insgesamt                    | 5× Gold · 79× Platin · 2× Diamant ·                                    | 13.895.000 |

Hauptartikel: Taylor Swift/Auszeichnungen für Musikverkäufe/Alben

## 1989 (Taylor’s Version)
Am 9. August 2023 kündigte Swift in Los Angeles während der Eras Tour die Veröffentlichung von 1989 (Taylor’s Version) für den 27. Oktober 2023 an. Dabei handelt es sich um eine erweiterte Neuaufnahme des ursprünglichen Albums, um die vollständige Verfügungsgewalt über ihre Werke zurückzugewinnen, nachdem Swift sich 2019 aufgrund einer Auseinandersetzung von ihrem damaligen Musiklabel Big Machine Records trennte.
Das Album umfasst 21 Lieder, welche den Zusatz (Taylor’s Version) tragen. Darunter sind fünf bislang unveröffentlichte Lieder, versehen mit dem Suffix (From The Vault). Am 13. September 2023 wurde ein Bonustrack angekündigt, der exklusiv auf der Tangerine Edition-Schallplatte enthalten sein wird.
Am 19. September 2023 erschien in Kooperation mit Google ein Programmfeature in der Google Suche, aufgrund welches einige der zuvor unbekannten Titel der From the Vault-Tracks veröffentlicht wurden. Dafür brachte die Eingabe von „Taylor Swift“ eine animierte Grafik eines blauen Tresors zum Vorschein, die nach Antippen eines von 89 Wortpuzzles zeigte. Google kündigte an, dass Swift die neuen Titel veröffentlichen würde, sobald 33 Millionen Puzzle gelöst worden seien. Das Feature fiel wenige Stunden nach der Bekanntgebung temporär aus. Am Folgetag wurde das Ziel erreicht und vier der sechs Titel in einem Video offenbart: Is It Over Now?, Now That We Don’t Talk, Say Don’t Go und Suburban Legends. Am 20. September wurde schließlich die gesamte Titelliste – bis auf den Bonustrack – bekannt gegeben. Dieser entpuppte sich erst später als Sweeter Than Fiction.

### Titelliste
| Nr. | Titel                                                      | Autor(en)                            | Produzent(en)                  | Länge |
| --- | ---------------------------------------------------------- | ------------------------------------ | ------------------------------ | ----- |
| 1.  | Welcome to New York (Taylor’s Version)                     | Taylor Swift, Ryan Tedder            | Swift, Tedder, Noel Zancanella | 3:32  |
| 2.  | Blank Space (Taylor’s Version)                             | Swift, Max Martin, Shellback         | Swift, Christopher Rowe        | 3:51  |
| 3.  | Style (Taylor’s Version)                                   | Swift, Martin, Shellback, Ali Payami | Swift, Rowe                    | 3:51  |
| 4.  | Out of the Woods (Taylor’s Version)                        | Swift, Jack Antonoff                 | Swift, Antonoff                | 3:55  |
| 5.  | All You Had to Do Was Stay (Taylor’s Version)              | Swift, Martin                        | Swift, Rowe                    | 3:13  |
| 6.  | Shake It Off (Taylor’s Version)                            | Swift, Martin, Shellback             | Swift, Rowe                    | 3:39  |
| 7.  | I Wish You Would (Taylor’s Version)                        | Swift, Antonoff                      | Swift, Antonoff                | 3:27  |
| 8.  | Bad Blood (Taylor’s Version)                               | Swift, Martin, Shellback             | Swift, Rowe                    | 3:31  |
| 9.  | Wildest Dreams (Taylor’s Version)                          | Swift, Martin, Shellback             | Swift, Rowe, Shellback         | 3:40  |
| 10. | How You Get the Girl (Taylor’s Version)                    | Swift, Martin, Shellback             | Swift, Rowe                    | 4:07  |
| 11. | This Love (Taylor’s Version)                               | Swift                                | Swift, Rowe                    | 4:10  |
| 12. | I Know Places (Taylor’s Version)                           | Swift, Tedder                        | Swift, Tedder, Zancanella      | 3:15  |
| 13. | Clean (Taylor’s Version)                                   | Swift, Imogen Heap                   | Swift, Heap                    | 4:31  |
| 14. | Wonderland (Taylor’s Version)                              | Swift, Martin, Shellback             | Swift, Rowe                    | 4:05  |
| 15. | You Are in Love (Taylor’s Version)                         | Swift, Antonoff                      | Swift, Antonoff                | 4:27  |
| 16. | New Romantics (Taylor’s Version)                           | Swift, Martin, Shellback             | Swift, Rowe                    | 3:50  |
| 17. | „Slut!“ (Taylor’s Version) (From The Vault)                | Swift, Antonoff, Patrik Berger       | Swift, Antonoff                | 3:00  |
| 18. | Say Don’t Go (Taylor’s Version) (From The Vault)           | Swift, Diane Warren                  | Swift, Antonoff                | 4:39  |
| 19. | Now That We Don’t Talk (Taylor’s Version) (From The Vault) | Swift, Antonoff                      | Swift, Antonoff                | 2:26  |
| 20. | Suburban Legends (Taylor’s Version) (From The Vault)       | Swift, Antonoff                      | Swift, Antonoff                | 2:51  |
| 21. | Is It Over Now? (Taylor’s Version) (From The Vault)        | Swift, Antonoff                      | Swift, Antonoff                | 3:49  |

| Nr. | Titel                                   | Autor(en)       | Produzent(en)   | Länge |
| --- | --------------------------------------- | --------------- | --------------- | ----- |
| 22. | Sweeter Than Fiction (Taylor’s Version) | Swift, Antonoff | Swift, Antonoff | 3:54  |

| Nr. | Titel                                               | Autor(en)                                | Produzent(en) | Länge |
| --- | --------------------------------------------------- | ---------------------------------------- | ------------- | ----- |
| 22. | Bad Blood (feat. Kendrick Lamar) (Taylor’s Version) | Swift, Martin, Shellback, Kendrick Lamar | Swift, Rowe   | 3:19  |

| Nr. | Titel                                                          | Autor(en)                                | Produzent(en)   | Länge |
| --- | -------------------------------------------------------------- | ---------------------------------------- | --------------- | ----- |
| 22. | Bad Blood (feat. Kendrick Lamar) (Taylor’s Version)            | Swift, Martin, Shellback, Kendrick Lamar | Swift, Rowe     | 3:19  |
| 23. | „Slut!“ (Acoustic Version) (Taylor’s Version) (From The Vault) | Swift, Antonoff, Berger                  | Swift, Antonoff | 3:00  |

### Chartplatzierungen
| ChartsChartplatzierungen       | Höchstplatzierung | Wochen |
| ------------------------------ | ----------------- | ------ |
| Deutschland (GfK)              | 1 (… Wo.)         | …      |
| Österreich (Ö3)                | 1 (73 Wo.)        | 73     |
| Vereinigte Staaten (Billboard) | 1 (… Wo.)         | …      |
| Vereinigtes Königreich (OCC)   | 1 (… Wo.)         | …      |

| ChartsJahrescharts (2023)    | Platzierung |
| ---------------------------- | ----------- |
| Deutschland (GfK)            | 5           |
| Österreich (Ö3)              | 4           |
| Vereinigtes Königreich (OCC) | 3           |

| ChartsJahrescharts (2024)      | Platzierung |
| ------------------------------ | ----------- |
| Deutschland (GfK)              | 8           |
| Österreich (Ö3)                | 5           |
| Vereinigte Staaten (Billboard) | 2           |
| Vereinigtes Königreich (OCC)   | 15          |

### Auszeichnungen für Musikverkäufe
| Land/Region                  | Auszeichnungen für Musikverkäufe (Land/Region, Auszeichnung, Verkäufe) | Verkäufe  |
| ---------------------------- | ---------------------------------------------------------------------- | --------- |
| Australien (ARIA)            | 2× Platin                                                              | 140.000   |
| Brasilien (PMB)              | 2× Platin                                                              | 80.000    |
| Dänemark (IFPI)              | Platin                                                                 | 20.000    |
| Deutschland (BVMI)           | Gold                                                                   | 75.000    |
| Frankreich (SNEP)            | Platin                                                                 | 100.000   |
| Italien (FIMI)               | Platin                                                                 | 50.000    |
| Kanada (MC)                  | 3× Platin                                                              | 240.000   |
| Neuseeland (RMNZ)            | 2× Platin                                                              | 30.000    |
| Österreich (IFPI)            | Gold                                                                   | 7.500     |
| Polen (ZPAV)                 | Platin                                                                 | 20.000    |
| Portugal (AFP)               | Platin                                                                 | 7.000     |
| Spanien (Promusicae)         | Platin                                                                 | 40.000    |
| Vereinigte Staaten (RIAA)    | —                                                                      | 2.000.000 |
| Vereinigtes Königreich (BPI) | 2× Platin                                                              | 600.000   |
| Insgesamt                    | 2× Gold · 17× Platin ·                                                 | 3.409.500 |

Hauptartikel: Taylor Swift/Auszeichnungen für Musikverkäufe/Alben